# 29 Dywizja Piechoty (LWP)

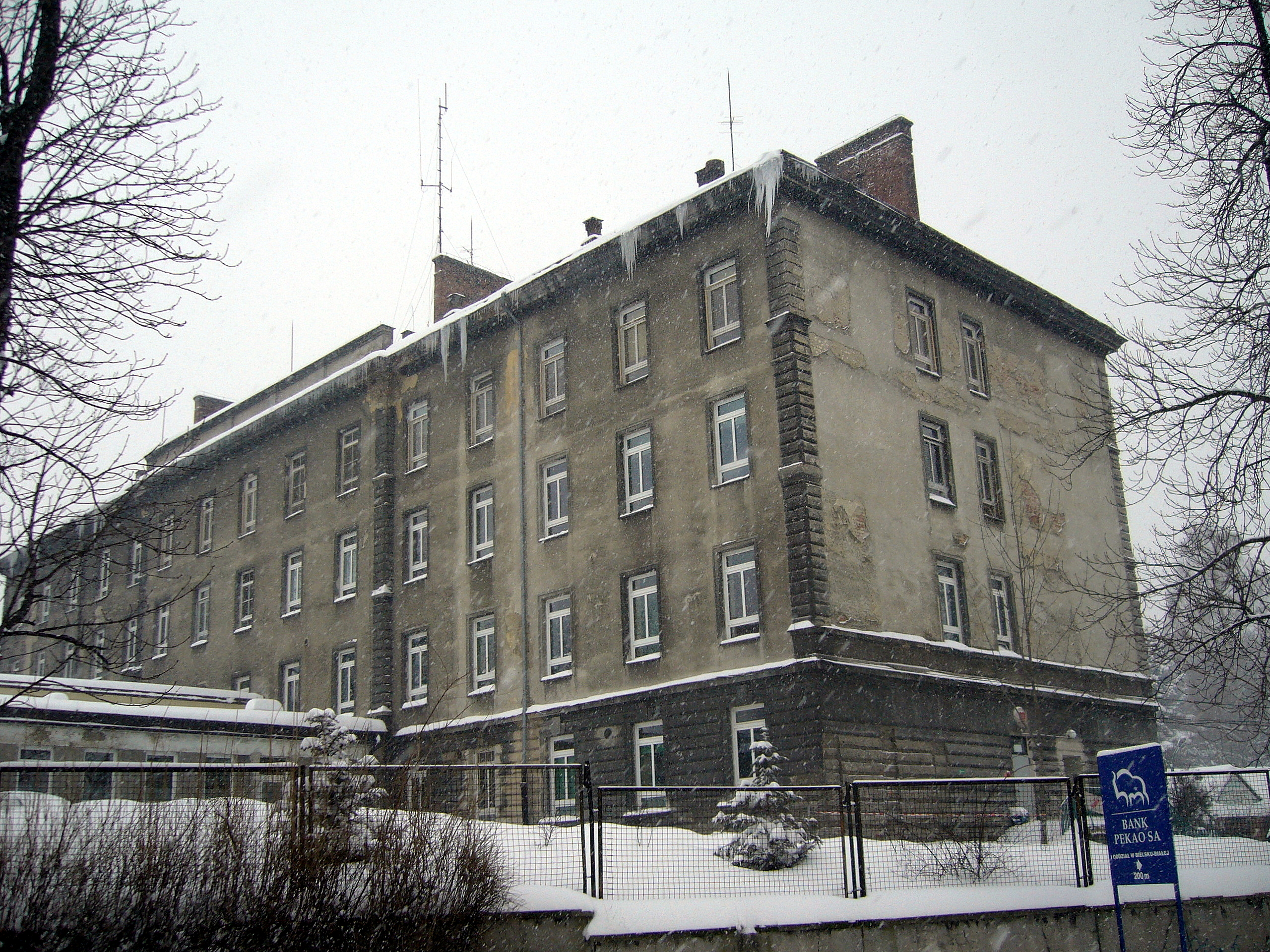
Dawne koszary w Bielsku-Białej – siedziba dowództwa 29 DP.

29 Dywizja Piechoty (29 DP) – związek taktyczny piechoty ludowego Wojska Polskiego.

## Formowanie i zmiany organizacyjne
W 1951 na terenie Okręgu Wojskowego Kraków sformowano w Bielsku-Białej 29 Dywizję Piechoty. Organizowana była według etatów dywizji piechoty typu B „konna mała”. Wchodziła w skład 11 Korpusu Armijnego.
29 DP została rozformowana na podstawie rozkazu ministra obrony narodowej nr 0059/Org. z 21 września 1955. Całkowicie zlikwidowano Dowództwo 29 DP oraz podległe jednostki: 78 i 95 pp, 73 bł., 45 kopchem., pluton zwiadowczy i pluton samochodowy. Pozostałe jednostki pozostawiono w miejscu stałej dyslokacji i podporządkowano:
- 91 pp – dowódcy 7 DP,
- 23 pal – dowódcy Warszawskiego Okręgu Wojskowego,
- 40 dappanc i 52 daplot – dowódcy 11 Korpusu Armijnego,
- 77 bsap – dowódcy 2 Dywizji Piechoty[6][7].

Faktyczne rozformowanie dywizji nastąpiło 20 grudnia 1955.

## Struktura i rozmieszczenie (1952)
| Nazwa jednostki                        | Miejsce stacjonowania |
| -------------------------------------- | --------------------- |
| Dowództwo 29 Dywizji Piechoty          | Bielsko-Biała         |
| 78 pułk piechoty                       | Szczakowa             |
| 91 pułk piechoty                       | Głubczyce             |
| 95 pułk piechoty                       | Cieszyn               |
| 134 pułk artylerii lekkiej             | Nowy Sącz             |
| 40 dywizjon artylerii przeciwpancernej | Bielsko-Biała         |
| 52 dywizjon artylerii przeciwlotniczej | Bielsko-Biała         |
| 77 batalion saperów                    | Rybnik                |
| 73 batalion łączności (JW 2906[1])     | Bielsko-Biała         |
| pluton rozpoznawczy                    |                       |
| pluton samochodowy                     |                       |

Dywizja liczyła etatowo: 5216 żołnierzy, w tym: 637 oficerów, 1222 podoficerów i 3357 szeregowych. Jej uzbrojenie stanowiło: 12 dział samobieżnych, 3 samochody pancerne, 13 armat ppanc 45 mm, 39 armat 76 mm, 13 haubic 122 mm, 14 armat plot 37 mm, 42 moździerze 82 mm, 13 moździerzy 120 mm.

## Żołnierze dywizji
Dowódcy dywizji
- ppłk Jerzy Korczuk (11 VII 1951 – 12 X 1951)
- ppłk Kazimierz Peste (8 X 1951 – 31 XII 1952)
- ppłk Jan Piróg (22 XII 1952 – 1955)